# 劉敏中
刘敏中（1243年—1318年），字端甫，号中庵，元朝济南章丘（今山东省济南市章丘区）人。
元世祖至元十一年（1274年）由中书掾升为兵部主事，又拜监察御史。弹劾权臣桑哥，没有结果，辞职而归，复起为御史台都事。历任燕南肃政廉访副使、国子司业、翰林直学士兼国子祭酒。元成宗大德七年（1303年）奉命以宣抚使身份巡行辽东、山北诸州，令对恃贵暴横之人，绳之以法。大德九年（1305年），为集贤学士，上疏陈十事，以整治国政，皆被采纳。元武宗时，召至上京，庶政多所更定。后出为河南江北等处行中书省参知政事，改治书侍御史，出为淮西肃政廉访使，转山东宣慰使，又被召为翰林学士承旨，奉诏议弭灾之道，疏陈七事，都是当时要政。因病还乡里。追封齐国公，谥文简。写文章理备辞明。著有《平宋录》，《中庵集》二十五卷。